# Аспорча-хатун
Аспорча́-хату́н (тур. Asporça Hatun) — супруга правителя Османского бейлика Орхана I, мать двоих его сыновей и двух дочерей. Завещание Аспорчи-хатун — самый старый из известных османских документов. Старший сын Аспорчи, Ибрагим, был казнён Мурадом I после восшествия на престол.

## Биография

### Происхождение
О происхождение Аспорчи единого мнения нет. Известно, что Аспорча была гречанкой и до замужества носила имя Холифира (Глафира). Большинство учёных считает её дочерью византийского императора Андроника III, однако Андроник III родился в 1296 году, а сын Аспорчи — в 1310, что говорит о том, что на момент рождения внука императору было всего 15 лет. Историк Узунчаршилы высказался неопределённо: «считается дочерью Андроника III», ни Алдерсон, ни Пирс не упоминают об императорском происхождении Аспорчи.
Историк Лесли Пирс пишет, что по имени можно сделать вывод о греческом происхождении Аспорчи, но высказывает сомнение в том, что она была дочерью византийского императора. Одним из доводов является то, что жёны османских правителей из знатных христианских семей (например, жена Орхана — дочь императора Иоанна VI Кантакузина Феодора) не меняли веру. При этом Аспорча была мусульманкой.
Пирс полагает, что история, описанная в поздних источниках, о похищении невесты и женитьбе Орхана на Нилюфер-хатун относится c большой долей вероятности к Аспорче. Согласно легенде, отец девушки был владельцем крепости Ярхисар и собирался выдать её замуж за владетеля Биледжика. Опасаясь объединения их сил, Осман во время свадебного торжества совершил набег и захватил обе крепости. Девушка была взята в плен и выдана замуж за Орхана.

### Семья
Большинство исследователей в качестве даты свадьбы указывают приблизительно 1320 год, что вступает в противоречие с датой рождения старшего сына Аспорчи (1310 год). Лесли Пирс полагает, что брак состоялся ранее, в последнее десятилетие XIII века. Сохранился вакуфный документ Аспорчи, подписанный в сентябре 1323 года. Согласно документу, она передавала деревни, подаренные ей свёкром, Османом I, в фонд, доходы от которого закреплялись за её потомками. Свидетелем выступал визирь Алаэддин-паша, которого традиционная историография считала сыном Османа, а распорядителем — сын Аспорчи, Ибрагим. Ибрагим был казнён после восшествия на престол его единокровного брата, Мурада I. Все историки называют среди детей Аспорчи дочь Фатьму. Также, некоторые источники сообщают о наличии ещё одной дочери, Пирс называет её Сельчук-хатун. Историк Халил Иналджик указал, что в вакуфном документе называется ещё один сын Аспорчи, младший, Шерефулла.
Дата смерти Аспорчи неизвестна. Считается, что она была похоронена в Бурсе рядом с мужем, однако после разрушений, вызванных пожарами и землетрясениями, местоположение захоронений большинства членов семей было трудно идентифицировать. XIX веке была произведена реконструкция. В настоящее время предполагаемый гроб Аспорчи находится в тюрбе Османа.
Вакуфный документ Аспорчи — самый старый из известных документов в османской историографии. Вкупе с вакуфным документом Орхана от 1324 года он позволяет датировать смерть Османа и установить состав семьи в эти годы. В конце семнадцатого века в суд Бурсы обратилась женщина по имени Салиха, предъявив права на свою долю наследства по этому документу как потомок Аспорчи.